# Alejandro González Iñárritu
Pour les articles homonymes, voir Alejandro González, González et Iñárritu.
Alejandro González Iñárritu [aleˈxandɾo ɣonˈsales iˈɲaritu] est un réalisateur, scénariste et producteur mexicain, né le 15 août 1963 à Mexico.
Dès son premier film sorti en 2000, Amours chiennes, qui révèle Gael Garcia Bernal, Iñárritu impose un style et une réalisation singuliers qui tapent dans l’œil d'Hollywood, qui le considère comme un réalisateur à surveiller. Après le succès de son premier film, il tourne deux suites aux États-Unis, 21 grammes en 2003 et Babel en 2006, qui auront tous deux un succès commercial inattendu, mais surtout un succès critique. Il reçoit pour Babel le Golden Globe du meilleur réalisateur, le Prix de la mise en scène du Festival de Cannes et deux nominations aux Oscars. 
Après le succès mondial de ce que l'on baptisera la « trilogie de la mort », il tourne en 2010 à Barcelone un film sombre avec la présence de la ville catalane en arrière fond, Biutiful, avec Javier Bardem (prix d'interprétation à Cannes). En 2014 sort Birdman. Le film décroche de nombreuses récompenses, et Iñárritu reçoit en 2015 trois Oscars dont celui du meilleur réalisateur et du meilleur film (il est également producteur). En 2015 sort The Revenant, intégralement tourné en lumière naturelle avec Leonardo DiCaprio et Tom Hardy. Le film est une nouvelle fois un pari technique et Iñárritu réalise l'exploit de recevoir une deuxième année de suite l'Oscar du meilleur réalisateur.
À son palmarès : 7 nominations aux Oscars dont 4 remportées, 5 nominations aux Golden Globes dont 3 remportées, et au total, ses 6 films réunis possèdent 32 nominations aux Oscars, pour 8 statuettes. Il est aussi le premier réalisateur mexicain à avoir gagné le Prix de la mise en scène au Festival de Cannes en 2006.

## Biographie

### Débuts et carrière
Alejandro González Iñárritu, né à Mexico, il est le fils de Héctor González Gama et Luz María Iñárritu,,. Il grandit à la Colonia Narvarte, quartier de classe moyenne près de Mexico. Alejandro a 5 ou 6 ans lorsque son père, ancien riche banquier, fait faillite,. Ce dernier entreprend par la suite de reprendre tout à zéro et se met à revendre à des restaurants des fruits et légumes achetés en gros. Alejandro considère son père comme une source d'inspiration pour s'être toujours occupé de sa famille « avec la vertu d'un guerrier ». Les difficultés pécuniaires rencontrées par ses parents ne l'empêchent pas d'avoir une enfance heureuse. Son adolescence est marquée par deux voyages de l'autre côté de l'océan Atlantique, la première fois en travaillant dans un cargo pour y nettoyer les sols et graisser les machines, la seconde pour y rester une année entre l'Europe et l'Afrique, survivant avec la modique somme de 1 000 dollars. Ces expériences eurent une grande influence sur ses œuvres. De la même manière, il considère que la lecture des écrivains existentialistes classiques à cette même période eut un impact sur ses derniers films.
Parallèlement à ses études en communication, il débute dans les médias en animant en 1984 une émission de radio consacrée au rock, sur une des plus populaires stations de radio de Mexico, WFM, dont il devient le directeur en 1986.
Également compositeur de musique de film, il compose, de 1987 à 1989, la bande originale de 6 longs métrages mexicains. Il entame ensuite des études de théâtre sous la direction du fameux metteur en scène polonais Ludwik Margules puis complète sa formation aux États-Unis en suivant des cours sur la direction d'acteurs, ayant pour professeur Judith Weston.
Dans les années 1990, il crée la Zeta Films avec Raul Olvera, dans le but de produire différents types de programmes audiovisuels. En 1995, Zeta films est l'une des plus puissantes sociétés de production audiovisuelle à Mexico fondée par sept jeunes réalisateurs, tous ayant plus tard réalisé leurs propres longs métrages.

### Chemin vers la gloire
En 1995, il écrit, réalise et produit Detrás del dinero, un moyen métrage diffusé sur Televisa et mettant en vedette l'acteur/chanteur espagnol Miguel Bosé.
Sa rencontre avec le scénariste Guillermo Arriaga, qui est ensuite un de ses fidèles collaborateurs, se révèle décisive : 3 ans et 36 versions plus tard, ils s'arrêtent sur trois histoires et décident de les développer en un long métrage. Amours chiennes sort en 2000, révélant au public le talent de Gael García Bernal en lui offrant son premier rôle au cinéma et, par là même, fait une entrée fracassante dans le paysage cinématographique avec ce film couvert de prix dans les festivals internationaux, entre autres nommé aux Oscars dans la catégorie meilleur film étranger, Prix du meilleur film étranger lors des BAFTA Awards 2002, Grand Prix de la Semaine de la critique lors du Festival de Cannes 2000. Le film est également remarqué par son compatriote Guillermo del Toro, dont il se rapproche ; depuis lors, les deux cinéastes regardent toujours le premier bout à bout des rushes de leurs films respectifs.
Il signe ensuite Powder Keg, un court métrage commandé par BMW dans le cadre d'une série à laquelle participent notamment Ang Lee, Wong Kar-wai, Guy Ritchie et John Frankenheimer.
Très sollicité, le cinéaste mexicain réalise un nouveau court, cette fois dans le cadre du projet consacré aux attentats du World Trade Center, 11'09"01 - September 11 aux côtés de Claude Lelouch, Shōhei Imamura, Ken Loach, Mira Nair, Amos Gitai et Sean Penn.

### Débuts à Hollywood
Peu après Amours chiennes, les parents d’Alejandro Iñárritu sont violemment agressés à quelques jours d’intervalle, ce qui l'oblige à quitter le Mexique en 2001. Son deuxième long métrage, 21 Grammes, est cette fois produit par un studio américain ; il y réunit une distribution internationale. Pour ce film, Sean Penn reçoit en 2003 un prix d'interprétation à Venise ; en 2004, Benicio del Toro et Naomi Watts sont également nommés pour leur performance.
Avec son troisième long métrage, Babel, récompensé du prix de la mise en scène au festival de Cannes 2006, le réalisateur confirme son goût pour le récit éclaté. Babel se passe dans des communautés de quatre pays différents : Maroc, États-Unis, Mexique et Japon. L’angle de travail d’Alejandro Gonzalez Iñarritu est de raconter les quatre histoires qui composent la trame du récit depuis le point de vue des personnages. Internationale, la distribution artistique réunit, entre autres, Brad Pitt et Cate Blanchett et révèle de nouveaux talents : Adriana Barraza et Rinko Kikuchi. Le film reçoit sept nominations aux Oscars en 2007.
En 2006, à la suite d'un différend, Iñárritu interdit à Arriaga d'assister à la projection de Babel à Cannes, et toute idée de future collaboration semble compromise.
Il participe au film Chacun son cinéma, œuvre collective en l'honneur des soixante ans du festival de Cannes (avec Roman Polanski, Abbas Kiarostami, les frères Coen, Theo Angelopoulos, David Cronenberg, les frères Dardenne, Manoel de Oliveira, Hou Hsiao-hsien, Aki Kaurismaki, Takeshi Kitano, David Lynch, Nanni Moretti, Gus Van Sant, Lars von Trier, Wim Wenders et Zhang Yimou).
En 2008, on le retrouve à la production de Rudo y Cursi, une comédie-dramatique réalisée par Carlos Cuarón dans laquelle Gael García Bernal et Diego Luna interprètent deux frères issus d'une famille rurale mexicaine qui veulent devenir riches et célèbres coûte que coûte.
En 2009 il est président du jury du Festival international du film de Tokyo. 

### Succès
En 2010, Iñárritu réalise « Write the Future », une publicité Nike pour la Coupe du monde à laquelle participent les footballeurs Didier Drogba, Wayne Rooney, Theo Walcott, Franck Ribéry, Ronaldinho, Cristiano Ronaldo, Fabio Cannavaro, Andrés Iniesta, Gérard Piqué, Cesc Fàbregas, Landon Donovan, Tim Howard ainsi que d'autres sportifs de renommée. La même année, son film Biutiful est sélectionné en compétition au Festival de Cannes 2010 où son acteur principal Javier Bardem obtient le Prix d'interprétation masculine, ex æquo avec Elio Germano pour La nostra vita. Biutiful est également nommé aux Oscars, aux Golden Globes et aux BAFTA Awards en 2011 dans la catégorie Meilleur film en langue étrangère et Bardem reçoit une nomination à l'Oscar du meilleur acteur.
Son cinquième long métrage, Birdman, avec Michael Keaton dans le premier rôle, raconte l'histoire d'un acteur déchu ayant jadis incarné un super-héros et souhaitant revenir sur le devant de la scène. Peinture des affres de la célébrité et de la solitude de l'artiste, le film est constitué d'un seul plan-séquence, rendu possible grâce à des trucages numériques. Succès critique et public international, Birdman sort grand vainqueur des Oscars 2015 en remportant quatre statuettes : meilleur scénario original, meilleure photographie, meilleur réalisateur et surtout meilleur film. En 2016, Iñárritu accomplit l'exploit d'obtenir une nouvelle fois l'Oscar du meilleur réalisateur pour ce qui est considéré comme une autre prouesse artistique et technique : The Revenant, intégralement filmé en lumière naturelle au Canada, en Colombie Britannique, dans des conditions climatiques extrêmes. Ce film d'aventures, inspiré de l'histoire du trappeur Hugh Glass et interprété par Leonardo DiCaprio, est également composé de mouvements de caméra complexes et d'effets spéciaux sophistiqués.
Avant Iñárritu, seuls deux réalisateurs avaient réussi à remporter la statuette deux années consécutives : John Ford (en 1941 et 1942) et Joseph L. Mankiewicz (en 1950 et 1951). Par ailleurs, The Revenant permet à Leonardo DiCaprio de recevoir le premier Oscar du meilleur acteur de sa carrière.
Il est le président du jury au festival de Cannes 2019. Son jury est composé des actrices Elle Fanning et Maimouna N'Diaye, des réalisatrices Kelly Reichardt et Alice Rohrwacher, du cinéaste et dessinateur Enki Bilal et des réalisateurs Robin Campillo, Yorgos Lanthimos et Pawel Pawlikowski.
Il reçoit un Cœur de Sarajevo d'honneur au Festival du film de Sarajevo 2019.

### Vie privée
Il vit actuellement à Los Angeles avec sa femme María Eladia Hagerman de González et ses deux enfants María Eladia et Eliseo,.

## Filmographie

### Réalisateur

#### Courts métrages
- 1996 : El Timbre
- 2001 : The Hire: Powder Keg (court-métrage)
- 2002 : le segment Mexique dans 11'09"01 - September 11 (film collectif)
- 2007 : Un court-métrage intitulé Anna dans Chacun son cinéma (film collectif pour le 60e anniversaire du Festival de Cannes)
- 2017 : Carne y arena

#### Longs métrages
- 2000 : Amours chiennes (Amores perros)
- 2003 : 21 grammes (21 Grams)
- 2006 : Babel
- 2010 : Biutiful
- 2014 : Birdman
- 2015 : The Revenant
- 2022 : Bardo
- 2026 : Judy

#### Publicités
- 2009 : Orange : Airball
- 2010 : Nike : Write the Future
- 2012 : P&G : The Best Job in the World

### Producteur
- 2002 : 21 grammes de lui-même
- 2002 : 11'09"01 - September 11 (segment Mexique)
- 2004 : Nine Lives de Rodrigo Garcia
- 2006 : Babel de lui-même
- 2008 : Rudo y Cursi de Carlos Cuarón
- 2010 : Mother and Child de Rodrigo García
- 2010 : Biutiful de lui-même
- 2012 : Ultimo Elvis d'Armando Bo
- 2014 : Birdman de lui-même

### Scénariste et monteur
- 2001 : The Hire: Powder Keg (court-métrage)
- 2014 : Birdman de lui-même
- 2016 : The Revenant de lui-même, avec Mark L. Smith

## Distinctions

### Récompenses
- Festival de Cannes 2000 : Grand prix de la semaine de la critique pour Amours chiennes
- BAFTA Awards 2002 : meilleur film en langue étrangère pour Amours chiennes
- Festival de Cannes 2006 : Prix de la mise en scène et prix du jury œcuménique pour Babel
- Directors Guild of America Awards 2013 : meilleur réalisateur de publicité pour “Best Job” (Proctor and Gamble)
- Birdman :
  - Boston Society of Film Critics Awards 2014 : meilleur scénario (ex æquo avec Richard Linklater pour Boyhood)
  - Boston Online Film Critics Association Awards 2014 : meilleur réalisateur
  - Dallas-Fort Worth Film Critics Association Awards 2014 : meilleur réalisateur
  - Indiana Film Journalists Association Awards 2014 : meilleur réalisateur
  - Kansas City Film Critics Circle Awards 2014 : meilleur scénario
  - New York Film Critics Online Awards 2014 : meilleur scénario
  - St. Louis Film Critics Association Awards 2014 : meilleur réalisateur
  - Washington D.C. Area Film Critics Association Awards 2014 : meilleur scénario
  - Golden Globes 2015 : Meilleur scénario
  - Directors Guild of America Award 2015 : Meilleur film
  - Oscars 2015 :
    - Meilleur film (en tant que producteur)
    - Meilleur réalisateur
    - Meilleur scénario original

  - Césars 2016 : meilleur film étranger
- The Revenant :
  - Golden Globes 2016 :
    - Meilleur film dramatique (en tant que producteur)
    - Meilleur réalisateur

  - Directors Guild of America Award 2016 : Meilleur film
  - BAFA 2016 :
    - Meilleur film
    - Meilleur réalisateur

  - Oscars 2016 : meilleur réalisateur

### Revue de presse
- Jean-Philippe Gunet, « Signé Iñárritu : Alejandro González Iñárritu préside le jury du festival cette année. L'occasion de se pencher sur le style d'un cinéaste multirécompensé. », Télécâble Sat Hebdo no 1514, SETC, Saint-Cloud, 6 mai 2019, p. 12,  (ISSN 1630-6511)